# Roman Bednář
Roman Bednář (n. 26 martie 1983) este un fotbalist profesionist ceh care joacă pe postul de atacant.

## Cariera pe echipe

### Republica Cehă
Născut în Praga, Bednář și-a început cariera ca jucător la tineretul lui ČAFC Praga.

### Heart of Midlothian
La data de 27 iulie 2005, Hearts a anunțat că l-a împrumutat pe Bednář pentru o perioadă de un an de la FBK Kaunas. El a marcat la debutul împotriva lui Kilmarnock, și, de asemenea, în victoria cu 3-0 din deplasare cu Dundee United. Bednář a devenit titular la Hearts și a marcat  singurul gol în victoria cu 1-0 asupra lui Rangers de pe Tynecastle. În acest meci a suferit o accidentare gravă la genunchi care l-a făcut să lipsească în cea mai mare parte a campaniei. El a jucat pentru prima dată de la accidentare pe 26 noiembrie împotriva lui Motherwell într-o remiză scor 1-1, și și-a ajutat echipa să termine pe locul doi în campionat și să câștige Cupa Scoției.
Bednář a început sezonul 2006-2007 din Prima Ligă Scoțiană în formă, marcând de trei ori, de două ori în victoria cu 2-1 cu Celtic la Tynecastle.
Bednář a fost transferat definitiv de Hearts la 31 august 2006, dar un an mai târziu s-a transferat la West Bromwich Albion sub formă de împrumut pe un sezon, după care a fost cumpărat definitiv.

### West Bromwich Albion
Bednář a marcat primele goluri pentru West Brom pe 15 octombrie 2007, marcând de două ori într-o victorie cu 4-1 pentru echipa de rezerve a lui Albion împotriva rezervelor lui Lincoln City. La 24 octombrie, a marcat un hat-trick pentru rezerve într-o victorie de 6-1 cu rezervele lui Oldham Athletic. El a jucat primul său meci în echipa mare a lui West Brom, intrând din postura de rezevă într-o victorie cu 3-0 împotriva lui Watford pe 3 noiembrie 2007. În ianuarie 2008, Bednář a transformat penaltiul care a adus victoria echipei la loviturile de departajare împotriva lui Charlton Athletic în runda a treia a Cupei Anglei. El a câștigat premiul Midland Player of the Month pentru luna ianuarie 2008. Bednář a terminat sezonul 2007-2008 cu 17 goluri în 22 de meciuri.
La sfârșitul perioadei de împrumut, West Bromwich Albion și-a exercitat opțiunea de cumpărare. Bednář a semnat un contract pe trei ani, iar Albion i-a plătit lui Hearts 2,3 milioane de lire sterline pentru jucător, pe lângă cele 200.000 de lire pe care le-au plătit pentru perioada cât a fost împrumutat. În vara anului 2008 a suferit o operație de hernie.
Bednář a fost suspendat de West Bromwich Albion în mai 2009 după ce a fost acuzat că a cumpărat droguri. În luna următoare, a fost avertizat de poliția din West Midlands în legătură cu incidentul, pentru posedarea unor cantități mici de droguri de clasă A (în principal cocainăa), precum și de canabis, un drog din clasa B. A jucat primul meci de după acest incident pe 26 august într-o remiză în Cupa Ligii cu Rotherham United. Trei zile mai târziu a marcat ambele goluri ale echipei West Brom într-o remiză scor 2-2 cu Sheffield United. La 17 octombrie 2009, Bednář a suferit un o accidentare la spate în meciul împotriva lui Reading. S-a întors la antrenamente după doar o săptămână si a fost o rezervă neutilizată în victoria cu 5-0 asupra lui Watford pe 31 octombrie. La 24 noiembrie 2010, Bednář s-a alăturat echipei Leicester City sub formă de împrumut până în ianuarie 2011 făcându-și debutul într-o victorie cu 1-0 cu Nottingham Forest pe 29 noiembrie. West Brom a acceptat o ofertă de 1,2 milioane de lire sterline din partea lui Bristol City în ianuarie 2011. Cu toate acestea, Bednář a refuzat această ofertă. A fost împrumutat la clubului turc Ankaragücü pentru restul sezonului 2010-2011.
Bednář s-a întors la West Brom după încheierea perioadei de împrumut, iar clubul a activat opțiunea de a-i prelungi contractul până la sfârșitul sezonului 2011-2012. El a purtat tricoul cu numărul 43, după ce fostul său număr, 9, i-a fost repartizat lui Shane Long. Singurul meci al lui Bednář în sezonul 2011-2012 a fost cel în care a intrat din postura de rezervă într-o victorie a Cupei Ligii cu Bournemouth în august 2011. În patru ani și jumătate cu West Brom, el a jucat în 105 meciuri, marcând 34 de goluri.

### Blackpool
La 28 ianuarie 2012, Bednář a semnat cu Blackpool un contract de șase luni, venind din postura de jucător liber de contract. El a debutat trei zile mai târziu, intrând în meciul cu Coventry City, dându-i o pasă de gol fostului coechipier de la West Brom Kevin Phillips, pentru golul egalizator marcat în minutul 87 într-o victorie cu 2-1 de pe Bloomfield Road. El a marcat primul său gol pentru echipă în deplasare cu Leicester City pe 21 martie.

### Sivasspor
La 8 august 2012, Bednář a semnat un contract pe doi ani cu Sivasspor din Süper Lig.

## La națională
La 16 august 2006, Bednář și-a făcut debutul pentru echipa națională a Cehiei în înfrângerea cu 3-1 cu Serbia.